# Smoothie
Pour les articles homonymes, voir Smooth.
Un smoothie (de l'anglais smooth, lisse ou onctueux et prononcé /ˈsmuːðiː/ en anglais et /smusi/ en français) est une recette traditionnelle de boisson crémeuse mixée, de la cuisine des États-Unis, à base de jus de fruits entiers, ou de légumes frais, parfois mélangés à des jus de fruits, produits laitiers (lait, yaourt, fromage blanc), céréales, glace pilée, ou compléments alimentaires,...
L'office québécois de la langue française préconise l'expression « frappé aux fruits » pour désigner un smoothie, dans le cadre de son action visant à limiter la diffusion des anglicismes dans la langue française.

## Histoire

### Une origine en Californie
À l'origine, les smoothies étaient proposés dans les premiers bars à jus en Californie qui existaient depuis le milieu des années 1920. La première chaîne de bars à jus, fondée en 1929 par Julius Freed sous le nom « Orange Julius », comptait une centaine de bars. Freed avait déjà ouvert son premier établissement à Los Angeles en 1926 et y avait créé une boisson mixée à base de jus d'orange, d'eau, de blancs d'œufs, d'extrait de vanille, de sucre et de glace. Cette boisson, originale à cette époque, avait ainsi une consistance crémeuse.
Souvent inspirés des jus de fruits frais traditionnels des pays tropicaux, en particulier d'Amérique du Sud, les smoothies ou frappés aux fruits fraîchement pressés se diffusent alors, à partir des années 1930, depuis la Californie dans tous les États-Unis.

### Une diffusion mondiale
Après la seconde guerre mondiale et avec l'invention des mixeurs électriques, la préparation et la consommation des smoothies se démocratise en se diffusant en Europe puis dans le monde entier.
Les smoothies deviennent une boisson à la mode à partir des années 1960, chez les adeptes d'une alimentation saine, en particulier les végétariens. C'est à cette époque que les restaurants dits « health food » (alimentation saine, en français) ont commencé à proposer des smoothies à base de jus de fruits, de purée de fruits et de glace. Plus tard, on en trouve aussi chez les vendeurs de crème glacée et dans les magasins et restaurants diététiques.
Stephen Kuhnau est ainsi considéré comme le pionnier de la commercialisation massive de smoothies. En 1973, il a ouvert un « health food shop » (magasin d'alimentation saine, en français) à la Nouvelle-Orléans et a commencé la vente en série de smoothies à base de fruits frais. En 1987, il a fondé avec sa femme Cindy l'entreprise Smoothie King (en). En 1990, ils ont créé la Jamba Juice Company en Californie, région d'origine des smoothies.
L'entrée lexicographique du terme « smoothie » pour nommer cette boisson mixée et onctueuse date de 1983 dans les dictionnaires de référence en langue anglaise. Cependant, ce nom commun existait déjà auparavant avec une tout autre acception , celle d'une personne éduquée et éloquente possédant une grande aisance en public, en particulier en compagnie du genre opposé. Cette expression estudiantine et argotique américaine est attestée dès 1928.
De nos jours, on trouve les smoothies dans de très nombreux pays sous forme de produits finis de l'industrie agroalimentaire dans la restauration et le commerce en parallèle de la vente artisanale et originelle de smoothies dans les marchés et magasins "haut de gamme".

## Description
Dans le commerce et la grande distribution, les produits définis par le nom « smoothie » sont des boissons à base de fruits mixés (purées de fruits avec pulpe) et de jus de fruits pressés, sans lait, ni yaourt ajoutés. Sans les jus de fruits qui complètent l'assemblage, le frappé serait une simple purée de fruits. La plupart des smoothies du commerce sont pasteurisés instantanément, ce qui permet de conserver au mieux les vitamines et les saveurs des fruits.

## Préparation
Le smoothie a une consistance onctueuse et douce, proche de celle du milk-shake, mais diffère de ce dernier par le fait qu'il contient principalement des fruits mixés avec peu, voire pas de produit laitier alors que le milk-shake est principalement un mix de produits laitiers (crème glacée, lait, crème) et parfois des fruits. L'aspect crémeux onctueux est obtenu par l'ajout naturel d'air, en mixant avec un blender smoothie la préparation pendant quelques minutes. « Frappé » insiste sur la fraîcheur du produit, alors que « smoothie » insiste sur son onctuosité,,.
Il existe une infinité de variantes de recettes, en y ajoutant par exemple des saveurs telles que du chocolat, des amandes, du lait de soja, ou du thé vert.

## Marché du smoothie

### Industrialisation du marché et mondialisation

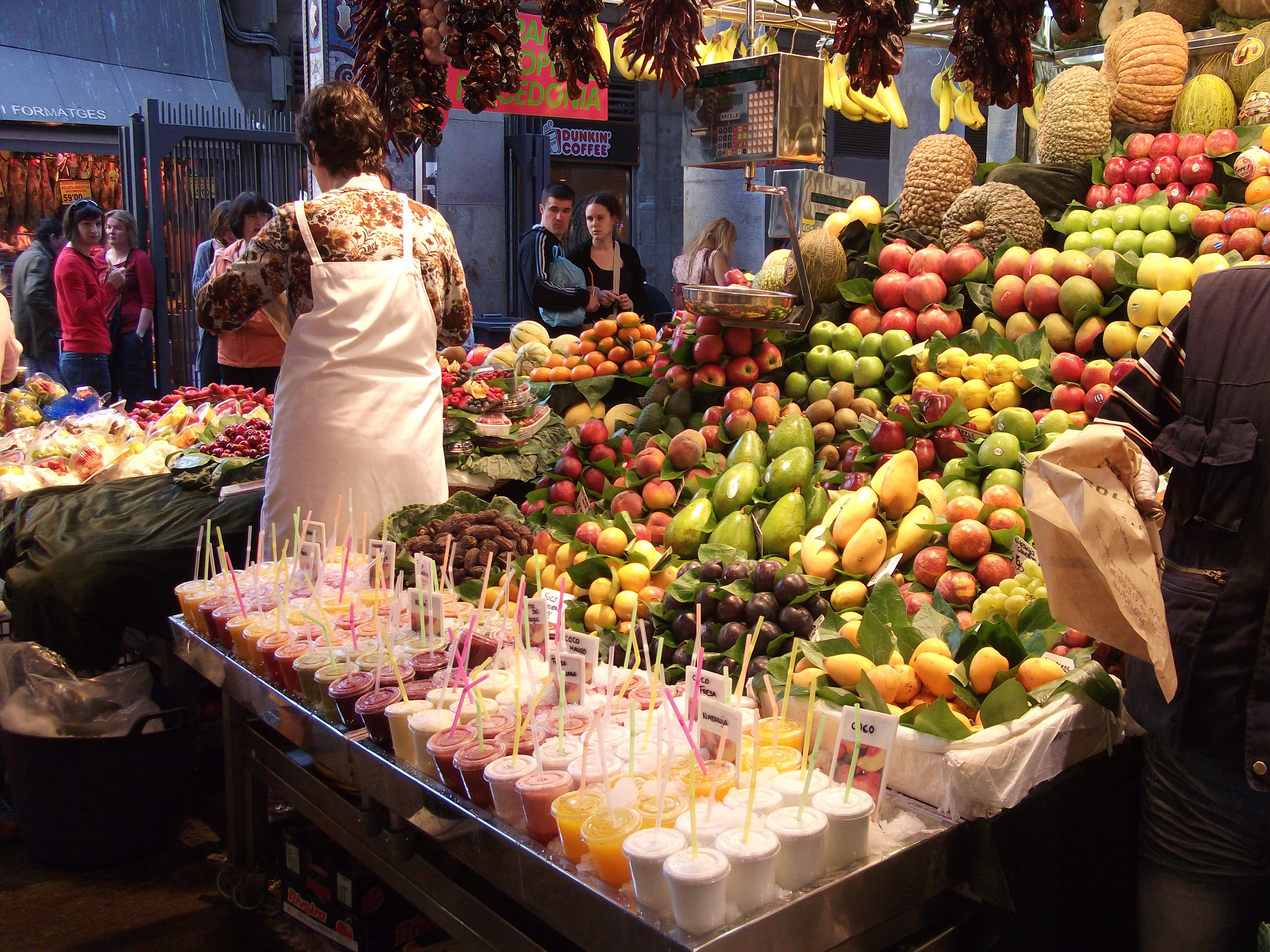
Étal de fruits et de smoothies chez un commerçant du marché de La Boqueria à Barcelone (Espagne).

Les ventes de smoothies en magasin et le chiffre d'affaires issus de ces ventes se sont accrus depuis le début des années 2000 aux États-Unis et au sein de l'Union européenne, où la marque Innocent, positionnée sur le secteur premium, est leader,.
En 2008, la société Innocent a annoncé un chiffre d'affaires de 105 millions de livres sterling (116 millions d'euros), aux deux tiers au Royaume-Uni tandis que sa filiale française a réalisé un chiffre d'affaires de 10 millions d'euros avec 25 % du marché des smoothies. En 2013, le chiffre d'affaires de cette société atteint 300 millions d'euros avec une présence de la marque dans 78 % des points de vente de la grande distribution.
En France, ce secteur est une niche de marché estimée à 30 millions d'euros, soit 5 % du marché des jus frais. En 2013, le secteur économique français du smoothie est dominé par les marques Innocent (62 % des ventes) devant Tropicana (19 %). Des marques de distributeurs, Michel et Augustin, Ben & Jerry's (Unilever) et Immedia (Danone) complètent ce marché.

### Évolution du marché et diversification
Le marché mondial des smoothies connaît toujours une forte croissance. Selon une étude de Mordor Intelligence, sa valeur a atteint 4,7 milliards de dollars (USD) en 2023 et prévoit d'atteindre 6,8 milliards de dollars (USD) d’ici 2028, soit un taux de croissance annuel composé (TCAC) de 7,6 % sur la période 2023-2028. Cette dynamique s’explique principalement par l’évolution des habitudes de consommation vers des boissons reconnues comme étant à la fois saines, pratiques et fonctionnelles.
Le marché mondial des smoothies s'est par ailleurs fortement diversifié avec une segmentation caractérisée par :
- le type de produit : smoothies prêts à boire, smoothies surgelés, smoothies en poudre, smoothies biologiques ;
- le canal de distribution : supermarchés et hypermarchés, bars à smoothies, commerce en ligne, restauration rapide, clubs de fitness, etc. ;
- la zone géographique : l’Amérique du Nord concentre environ 38 % des parts de marché, l’Europe 27 % et l’Asie-Pacifique 23 %.

Parmi les acteurs clés de ce marché figurent des sociétés spécialisées présentes depuis les origines de sa mondialisation comme Innocent, Immedia (Danone) ou My Smoothie mais aussi des acteurs des jus de fruit tels que Tropicana (PepsiCo) et Sunny Delight auxquels se sont ajoutés, plus récemment, des marques généralistes comme Knorr (Unilever) avec leurs gammes de boissons santé. On retrouve également des marques comme Jamba Juice, Naked Juice, Suja et Bolthouse Farms sur un segment premium.
En France, la marque Innocent (du groupe Coca-Cola) continue de dominer le marché national du smoothie estimé à 41,2 millions d’euros en 2018, en croissance de 12,8 %. Avec une part de marché de 86 %, Innocent permet tout juste à Naked (PepsiCo) d'atteindre 9 % de part de marché. Les smoothies qui ne représentent que 7 % des boissons aux fruits sont à l’origine de 43 % de la croissance du segment.
Plusieurs tendances observées caractérisent le marché mondial des smoothies :
- une montée en gamme des formulations avec l'utilisation de superaliments (probiotiques, protéines, graines de chia, açai) pour booster la santé ;
- une demande croissante de « clean label » : sans sucres ajoutés, sans conservateurs ni arômes artificiels ;
- un déploiement des bars à smoothies et du « smoothie on-the-go » dans les enseignes de restauration rapide et les salles de sport ;
- un essor des services de livraison à domicile et du e-commerce alimentaire dédiés aux boissons fraîches et nutritionnellement bénéfiques.

En perspective, la sensibilisation accrue au bien-être et la recherche de solutions nutritionnelles saines et rapides continueront d’alimenter la demande. Les innovations du packaging (à emporter, auto-réfrigérés, etc.) et l’intégration de nouveaux ingrédients relevant des superaliments devraient soutenir une croissance encore élevée dans les prochaines années.